# Club Atlético Peñarol (baloncesto)
La rama de baloncesto del Club Atlético Peñarol es un equipo de baloncesto uruguayo con base en la ciudad de Montevideo. Fue constituido formalmente en 1931, como entidad sucesora del Club Piratas, y en 1940 se integró a las competencias oficiales organizadas por la Federación Uruguaya de Basketball,hasta su desafiliación en 1997.
Peñarol se consagró campeón en 6 oportunidades del Campeonato Federal, siendo el sexto club con más títulos obtenidos en dicho certamen.
El 13 de agosto de 2018, tras casi 20 años de la desafiliación, el Consejo Superior de la FUBB aprobó de forma unánime la reintegración de Peñarol a las actividades. El club disputó el Torneo de Tercera de Ascenso (DTA), donde ascendió a la Liga Uruguaya de Ascenso, popularmente conocida simplemente como El Metro. Actualmente (2023) se encuentra disputando su tercera Liga Uruguaya de Básquetbol consecutiva desde su re-afiliación y posteriores ascensos.

## Historia

### Sus inicios
Los primeros antecedentes de la rama de baloncesto del Club Atlético Peñarol datan de fines de los años 1920 con la formación del Club Piratas, entidad que a partir de 1931 se transformó en Peñarol.
Su debut en competencias oficiales aconteció en 1940, año en el que ingresó a la cuarta división de ascenso del baloncesto uruguayo.

### Época de crecimiento
En los años posteriores el club logró ascender de forma consecutiva hasta debutar en primera división en 1943, temporada en la que bajó la dirección de Ramón Esnal se ubicó en la tercera posición.
Al año siguiente, Peñarol se coronó por primera vez campeón del Torneo Federal de Primera División, certamen que agrupó a los principales clubes de baloncesto de la ciudad de Montevideo, que en el año 2003 fue reemplazada por la Liga Uruguaya de Básquetbol.

### Período de altibajos
En 1945, Peñarol fue uno de los clubes que decidieron desafiliarse de la Federación Uruguaya de Basketball a fin de establecer un campeonato paralelo de carácter profesional. No obstante, tras el fracaso de este proyecto volvió a integrarse a la federación en 1947.
Posteriormente, en 1952 Peñarol se consagró nuevamente campeón del Torneo Federal, así como del Torneo de Invierno en 1953 y 1955. Tiempo después, Peñarol atravesaría un mal período en el plano deportivo, que incluyó un descenso en 1968.

### Recuperación deportiva
Tras superar una racha adversa, el aurinegro logró recuperarse y se coronó campeón en los torneos federales de 1973, 1978 y 1979 (este último el primer campeonato netamente profesional del baloncesto uruguayo).
En 1982 la sección de baloncesto tuvo la mejor temporada de su historia luego de adjudicarse el Torneo Federal, el Torneo de Invierno y el Campeonato Sudamericano de Clubes Campeones.

### Desafiliación y regreso
En 1985 Peñarol volvería a descender de categoría, dando inicio a una serie de malos resultados. La falta de recuperación deportiva, sumado a los problemas económicos por lo que atravesó la institución en aquel entonces, determinaron que se desistiera de prolongar la rama básquetbol del club, generando la desafiliación definitiva en 1997.
Tras un largo tiempo sin tener participación en dicha disciplina el 17 de julio de 2018, el presidente Jorge Barrera anunció vía Twitter que el equipo se volvería a asociar a la FUBB.
El 13 de agosto de 2018, tras casi 20 años de la desafiliación, el Consejo Superior de la FUBB aprobó de forma unánime la reintegración de Peñarol a las actividades. Peñarol disputó el Torneo de la División Tercera de Ascenso (DTA), donde fue campeón (invicto ganando todos sus partidos) y ascendió a la Liga Uruguaya de Ascenso (LUA). En la Liga de Ascenso finalizó en segundo lugar, pudiendo debutar en la actual Liga Uruguaya de Básquetbol (LUB).

## Uniforme
Al igual que en el fútbol, dentro del básquetbol el uniforme característico del club se compone de una camiseta amarilla con rayas verticales negras, y short y medias en tono negro o amarillo, dependiendo del rival.
Con respecto a su camiseta alternativa, el club utilizó en ocasiones una amarilla lisa, sin las franjas mencionadas, y una negra con detalles amarillos.
Como novedad, en la temporada 2022-23 Peñarol presentó dos camisetas titulares diferentes. Una tradicional, para la Liga Uruguaya de Básquetbol, mientras que en su debut en la Liga de Campeones de Baloncesto de las Américas 2022-23 compitió con una remera diferente, con sus rayas considerablemente más delgadas y con una tipografía institucional con la inscripción "Peñarol" en el pecho.

### Indumentaria y patrocinio
| Indumentaria \| Período \| Proveedor \| \| ------------- \| -------------------- \| \| 2018-2020 \| Montevideo Uniformes \| \| 2021-presente \| Puma \| |                      |
| Período | Proveedor            |
| 2018-2020 | Montevideo Uniformes |
| 2021-presente | Puma                 |

| Patrocinador \| Período \| Patrocinio \| \| ------------- \| ------------------------------------------------------------------------- \| \| 2019-2020 \| El Clon Cosecha Dorada \| \| 2021-2022 \| Antel Cosecha Dorada El Clon Dukita Stanley Cortiluz Dove Renault Directv \| \| 2023-2024 \| Antel Stanley Cosecha Dorada El Clon Renault Directv \| \| 2024-presente \| Antel Equipo TMA Zanella Sarubbi \| |                                                                           |
| Período | Patrocinio                                                                |
| 2019-2020 | El Clon Cosecha Dorada                                                    |
| 2021-2022 | Antel Cosecha Dorada El Clon Dukita Stanley Cortiluz Dove Renault Directv |
| 2023-2024 | Antel Stanley Cosecha Dorada El Clon Renault Directv                      |
| 2024-presente | Antel Equipo TMA Zanella Sarubbi                                          |

## Instalaciones

### Palacio Contador Gastón Güelfi

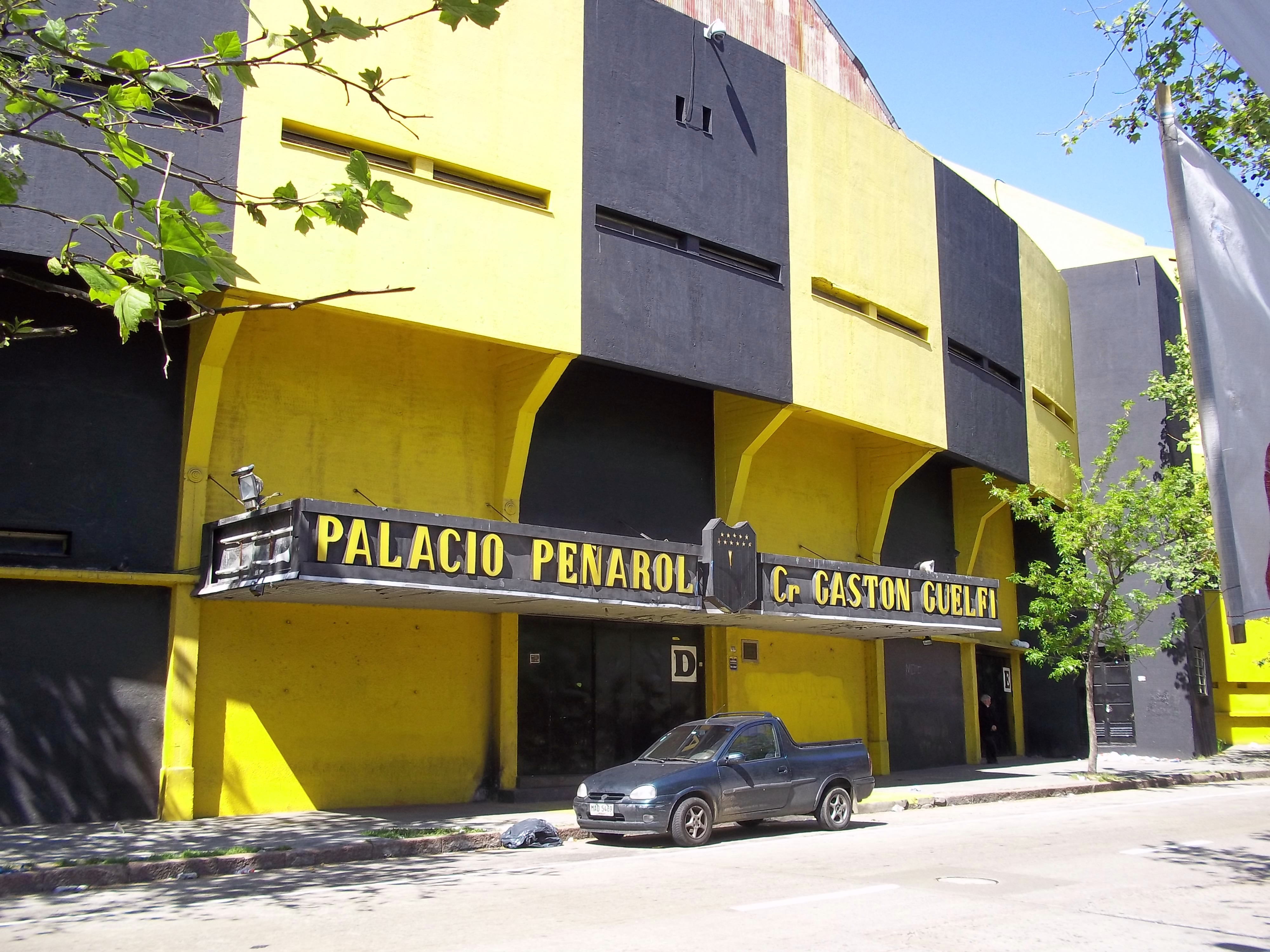
Entrada principal hacia la cancha del Palacio Peñarol.

El Palacio Contador Gastón Güelfi, también conocido como Palacio Peñarol, es un estadio de básquetbol donde el club oficia de local y además es la sede oficial del Club Atlético Peñarol, inaugurado en 1955. Lleva el nombre del presidente que más tiempo estuvo a cargo de la institución, Gastón Güelfi, entre 1958 y 1972.
Está ubicado en la ciudad de Montevideo, en el cruce de las calles Galicia y Minas en el Barrio Cordón y en él se realizan variados eventos deportivos y culturales. En la entrada por la calle Magallanes, se encuentra la sede social del Club Peñarol, allí están distintas oficinas administrativas, el departamento de socios y la sala de reuniones de la comisión directiva. 
Luego del Antel Arena es el recinto más grande de este deporte en Uruguay, con capacidad para 4700, por lo que desde entonces recibe los playoffs de la Liga Uruguaya de Básquetbol.

## Palmarés

### Torneos Nacionales
| Torneos Nacionales                                                          | Torneos Nacionales                   | Torneos Nacionales                           |
| Competición                                                                 | Títulos                              | Subtítulos                                   |
| --------------------------------------------------------------------------- | ------------------------------------ | -------------------------------------------- |
| Primera División Campeonato Federal (6/5) Liga Uruguaya de Básquetbol (0/2) | 1944, 1952, 1973, 1978, 1979, 1982 - | 1949, 1950, 1951, 1972, 1981 2021-22 2023-24 |
| Torneo Invierno de Primera División (5):                                    | 1953, 1955, 1978, 1981, 1982         |                                              |
| Divisional Tercera de Ascenso de Uruguay (1):                               | 2018                                 |                                              |

### Torneos internacionales
| Torneos internacionales                | Torneos internacionales | Torneos internacionales | Torneos internacionales |
| Competición internacional              | Títulos                 | Subtítulos              | Tercer puesto           |
| -------------------------------------- | ----------------------- | ----------------------- | ----------------------- |
| Sudamericano de Clubes Campeones (1/1) | 1983                    | 1974                    |                         |
| Copa Intercontinental FIBA             |                         |                         | 1983                    |
|                                        |                         |                         |                         |